# ماریون رنو
ماریون رنو (انگلیسی: Marion Reneau؛ زادهٔ ۲۰ ژوئن ۱۹۷۷) ورزشکار هنرهای رزمی ترکیبی و آموزگار اهل ایالات متحده آمریکا است. وی بین سال‌های ۲۰۱۰ تا ۲۰۲۱ میلادی فعالیت می‌کرد.